# 东留春乡
东留春乡，是中华人民共和国河北省保定市定州市下辖的一个乡镇级行政单位。

## 行政区划
东留春乡下辖以下地区：
东留春社区村、北邵村社区村、西留春村、邵村、西王耨村、董家庄村、大王耨村、齐家庄村、佛店村、曲头村、西柴里村、马阜才村、东阜才村、刘家店村和北大定村。